# Mazeppa (dikt)

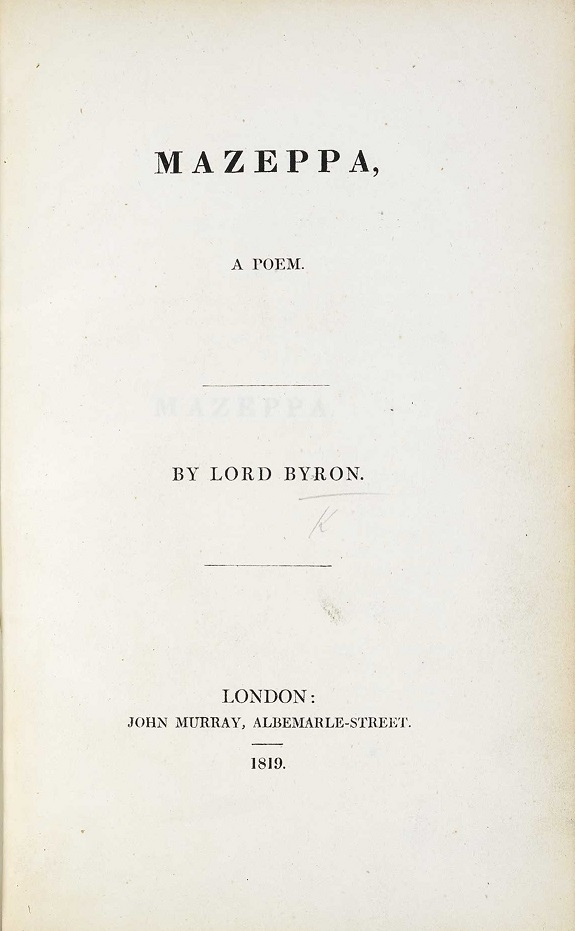
Förstaupplagans titelblad

Mazeppa är en berättande dikt från 1819 av den engelske författaren Lord Byron. Ramhandlingen utspelar sig efter slaget vid Poltava när den kosackiske hetmanen Ivan Mazepa tågar hemåt tillsammans med Karl XII. De slår läger och Mazeppa berättar en historia från sin ungdom, då han var förälskad i en grevinna men blev påkommen av hennes make, och straffades genom att bli fastbunden naken på en vildhästs rygg. Den större delen av dikten skildrar hästens ritt genom Östeuropa med den hjälplöse Mazeppa på ryggen.
Diktens tema är stoisk behärskning och etik i en förlustsituation. Den gavs ut på svenska 1853 i tolkning av C.V.A. Strandberg.
Aleksandr Pusjkin ansåg att dikten gav en alltför romantisk bild av Mazepa och svarade med en egen dikt, Poltava, som skildrar hetmanen ur ett enligt Pusjkin mer historiskt korrekt perspektiv.